# سیارک ۲۳۸۱۲۹
سیارک ۲۳۸۱۲۹ (به انگلیسی: 238129 Bernardwolfe، نامگذاری:2003QK31)۲۳۸۱۲۹مین سیارک کشف شده‌است که در ۲۴ اوت ۲۰۰۳ کشف شد.